# القودات (جبلة)

تعديل مصدري - تعديل

القودات محلة تابعة لقرية النجد، التابعة لعزلة الثوابي بمديرية جبلة إحدى مديريات محافظة إب في الجمهورية اليمنية، بلغ تعداد سكانها 120 حسب تعداد اليمن لعام 2004.